# Paul McNamee

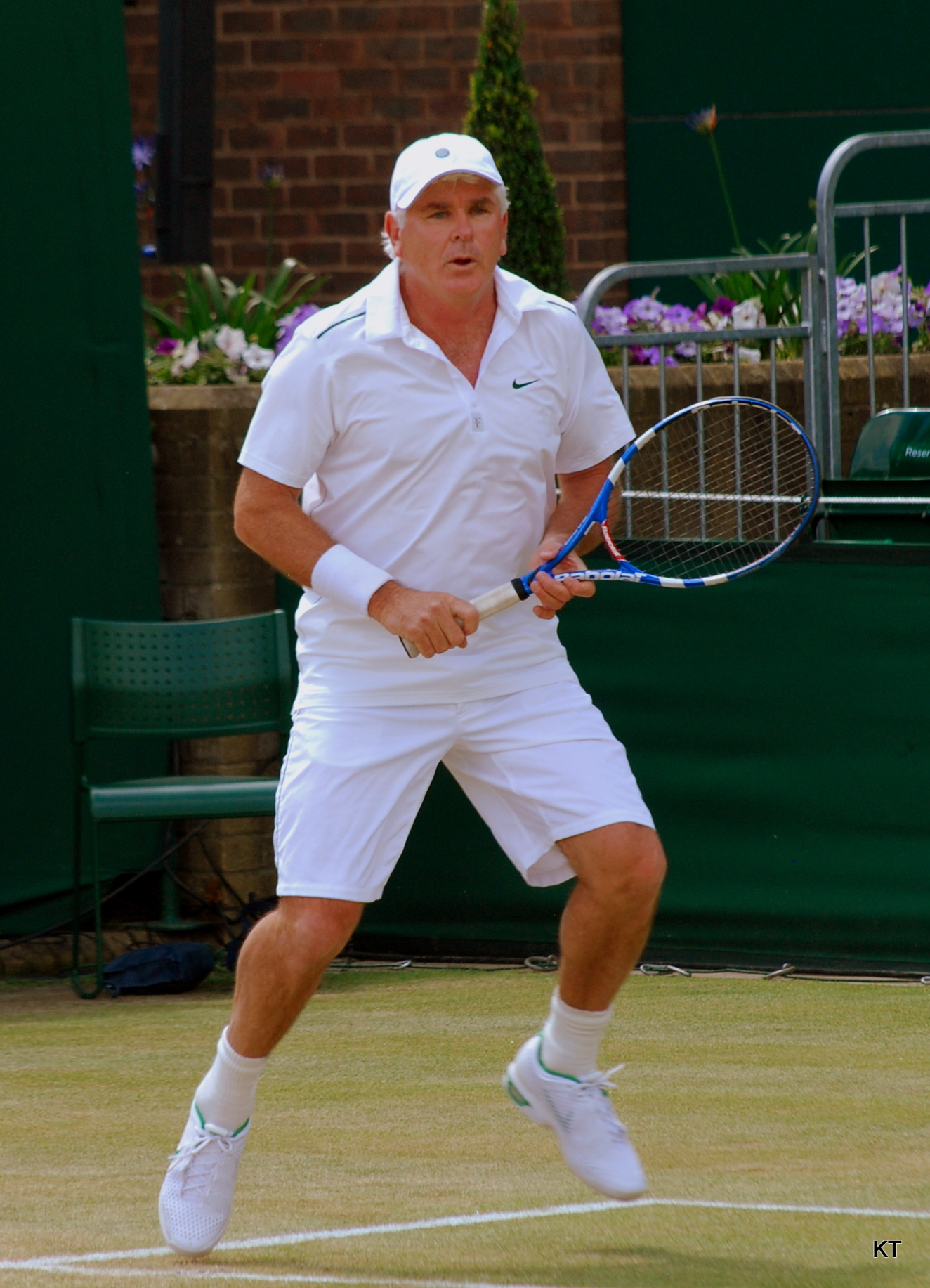

Paul McNamee (n. 12 de noviembre de 1954 en Melbourne, Australia) es un jugador de tenis australiano. En su carrera ha conquistado 25 torneos ATP y su mejor posición en el ranking de individuales fue Nº24 en mayo de 1986 y en el de dobles fue N.º 1 en junio de 1981.

## Títulos (25; 2+23)

### Individuales (2)
| N.º | Fecha | Torneo            | Superficie | Oponente en la final | Resultado               |
| --- | ----- | ----------------- | ---------- | -------------------- | ----------------------- |
| 1.  | 1980  | Palm Harbor, U.S. | Dura       | Stan Smith           | 6–4, 6–3                |
| 2.  | 1982  | Baltimore, U.S.   | Moqueta    | Guillermo Vilas      | 4–6, 7–5, 7–5, 2–6, 6–3 |

### Finalista (5)
| N.º | Fecha | Torneo               | Superficie    | Oponente en la final | Resultado     |
| --- | ----- | -------------------- | ------------- | -------------------- | ------------- |
| 1.  | 1980  | Palermo, Italia      | Tierra batida | Guillermo Vilas      | 6–4, 6–0, 6–0 |
| 2.  | 1983  | Houston, U.S.        | Tierra batida | Ivan Lendl           | 6–2, 6–0, 6–3 |
| 3.  | 1983  | Brisbane, Australia  | Moqueta       | Pat Cash             | 4–6, 6–4, 6–3 |
| 4.  | 1986  | Niza, Francia        | Tierra batida | Emilio Sánchez       | 6–1, 6–3      |
| 5.  | 1986  | Sant Vincent, Italia | Tierra batida | Simone Colombo       | 2–6, 6–3, 7–6 |

### Dobles (23)
| N.º | Fecha | Torneo                          | Superficie    | Pareja          | Oponentes en la final            | Resultado               |
| --- | ----- | ------------------------------- | ------------- | --------------- | -------------------------------- | ----------------------- |
| 1.  | 1979  | Niza, Francia                   | Tierra batida | Peter McNamara  | Pavel Složil Tomáš Šmíd          | 6–1, 3–6, 6–2           |
| 2.  | 1979  | El Cairo, Egipto                | Tierra batida | Peter McNamara  | Anand Amritraj Vijay Amritraj    | 7–5, 6–4                |
| 3.  | 1979  | Palermo, Italia                 | Tierra batida | Peter McNamara  | Ismail El Shafei John Feaver     | 7–5, 7–6                |
| 4.  | 1979  | Sídney, Australia               | Hierba        | Peter McNamara  | Steve Docherty John Chris Lewis  | 7–6, 6–3                |
| 5.  | 1979  | Abierto de Australia, Melbourne | Hierba        | Peter McNamara  | Cliff Letcher Paul Kronk         | 7–6, 6–2                |
| 6.  | 1980  | Palm Harbor, U.S.               | Dura          | Paul Kronk      | Steve Docherty John James        | 6–4, 7–5                |
| 7.  | 1980  | Houston, U.S.                   | Tierra batida | Peter McNamara  | Marty Riessen Sherwood Stewart   | 6–4, 6–4                |
| 8.  | 1980  | Wimbledon, Londres              | Hierba        | Peter McNamara  | Robert Lutz Stan Smith           | 7–6, 6–3, 6–7, 6–4      |
| 9.  | 1980  | Estocolmo, Suecia               | Moqueta       | Heinz GüntDurat | Robert Lutz Stan Smith           | 6–7, 6–3, 6–2           |
| 10. | 1980  | Sídney, Australia               | Hierba        | Peter McNamara  | Vitas Gerulaitis Brian Gottfried | 6–2, 6–4                |
| 11. | 1981  | Masters Dobles, Londres         | Moqueta       | Peter McNamara  | Victor Amaya Hank Pfister        | 6–3, 2–6, 3–6, 6–3, 6–2 |
| 12. | 1981  | Stuttgart, Alemania             | Tierra batida | Peter McNamara  | Mark Edmondson Mike Estep        | 2–6, 6–4, 7–6           |
| 13. | 1981  | Sídney, Australia               | Hierba        | Peter McNamara  | Hank Pfister John Sadri          | 6–7, 7–6, 7–6           |
| 14. | 1982  | Masters de Monte Carlo, Mónaco  | Tierra batida | Peter McNamara  | Mark Edmondson Sherwood Stewart  | 6–7, 7–6, 6–3           |
| 15. | 1982  | Bournemouth, Inglaterra         | Tierra batida | Buster Mottram  | Henri Leconte Ilie Năstase       | 3–6, 7–6, 6–3           |
| 16. | 1982  | Wimbledon, Londres              | Hierba        | Peter McNamara  | Peter Fleming John McEnroe       | 6–3, 6–2                |
| 17. | 1983  | Memphis, U.S.                   | Moqueta       | Peter McNamara  | Tim Gullikson Tom Gullikson      | 6–3, 5–7, 6–4           |
| 18. | 1983  | Queen's Club, Inglaterra        | Hierba        | Brian Gottfried | Kevin Curren Steve Denton        | 6–4, 6–3                |
| 19. | 1983  | Brisbane, Australia             | Moqueta       | Pat Cash        | Mark Edmondson Kim Warwick       | 7–6, 7–6                |
| 20. | 1983  | Abierto de Australia, Melbourne | Hierba        | Mark Edmondson  | Steve Denton Sherwood Stewart    | 6–3, 7–6                |
| 21. | 1984  | Houston, U.S.                   | Tierra batida | Pat Cash        | David Dowlen Nduka Odizor        | 7–5, 4–6, 6–3           |
| 22. | 1984  | Aix-en-Provence, Francia        | Tierra batida | Pat Cash        | Chris Lewis Wally Masur          | 4–6, 6–3, 6–4           |
| 23. | 1984  | Queen's Club, Inglaterra        | Hierba        | Pat Cash        | Bernard Mitton Butch Walts       | 6–4, 6–3                |

### Finalista en dobles (15)
| N.º | Fecha | Torneo                          | Superficie    | Pareja           | Oponentes en la final            | Resultado               |
| --- | ----- | ------------------------------- | ------------- | ---------------- | -------------------------------- | ----------------------- |
| 1.  | 1977  | Santiago, Chile                 | Tierra batida | Henry Bunis      | Patricio Cornejo Jaime Fillol    | 5–7, 6–1, 6–1           |
| 2.  | 1980  | Forest Hills, U.S.              | Tierra batida | Peter McNamara   | Peter Fleming John McEnroe       | 6–2, 5–7, 6–2           |
| 3.  | 1980  | Queen's Club, Inglaterra        | Hierba        | Sherwood Stewart | Rod Frawley Geoff Masters        | 6–2, 4–6, 11–9          |
| 4.  | 1980  | Bolonia, Italia                 | Moqueta       | Steve Denton     | Balázs Taróczy Butch Walts       | 2–6, 6–3, 6–0           |
| 5.  | 1980  | Johannesburgo, Sudáfrica        | Dura          | Heinz GüntDurat  | Robert Lutz Stan Smith           | 6–7, 6–3, 6–4           |
| 6.  | 1980  | Abierto de Australia, Melbourne | Hierba        | Peter McNamara   | Mark Edmondson Kim Warwick       | 7–5, 6–4                |
| 7.  | 1981  | Hamburgo, Alemania              | Tierra batida | Peter McNamara   | Hans Gildemeister Andrés Gómez   | 6–4, 3–6, 6–4           |
| 8.  | 1982  | Niza, Francia                   | Tierra batida | Balázs Taróczy   | Henri Leconte Yannick Noah       | 5–7, 6–4, 6–3           |
| 9.  | 1983  | Washington, U.S.                | Tierra batida | Ferdi Taygan     | Mark Dickson Cassio Motta        | 6–2, 1–6, 6–4           |
| 10. | 1984  | Wimbledon, Londres              | Hierba        | Pat Cash         | Peter Fleming John McEnroe       | 6–2, 5–7, 6–2, 3–6, 6–3 |
| 11. | 1984  | Hong Kong                       | Dura          | Mark Edmondson   | Ken Flach Robert Seguso          | 6–7, 6–3, 7–5           |
| 12. | 1985  | Róterdam, Holanda               | Moqueta       | Vitas Gerulaitis | Pavel Složil Tomáš Šmíd          | 6–4, 6–4                |
| 13. | 1985  | Boston, U.S.                    | Tierra batida | Peter McNamara   | Libor Pimek Slobodan Živojinović | 2–6, 6–4, 7–6           |
| 14. | 1986  | Fort Myers, U.S.                | Dura          | Peter Doohan     | Andrés Gómez Ivan Lendl          | 7–5, 6–4                |
| 15. | 1986  | Sídney, Australia               | Dura (i)      | Peter McNamara   | Boris Becker John Fitzgerald     | 6–4, 7–6                |